# Mr Whippy
Señor Whippy, Mr Whippy,  o Mister Whippy (en los Estados Unidos) es el nombre utilizado por varios fabricantes, distribuidores y vendedores de helado y  yogur congelado de todo el mundo. Mr. Whippy se originó en el Reino Unido en 1958, vendiendo  helado suave al público en furgonetas móviles. La marca se fusionó con Wall's en 1964. Otras compañías con el mismo nombre operan en Gran Bretaña, Australia, Nueva Zelanda, Puerto Rico, Irlanda,  Alemania y los Estados Unidos.
Mr Whippy comenzó a operar en Australia en 1962 y en Nueva Zelanda en 1964. The company's operation in Australia continued until the mid-1970s, after which the mobile fleet was sold to private operators. 

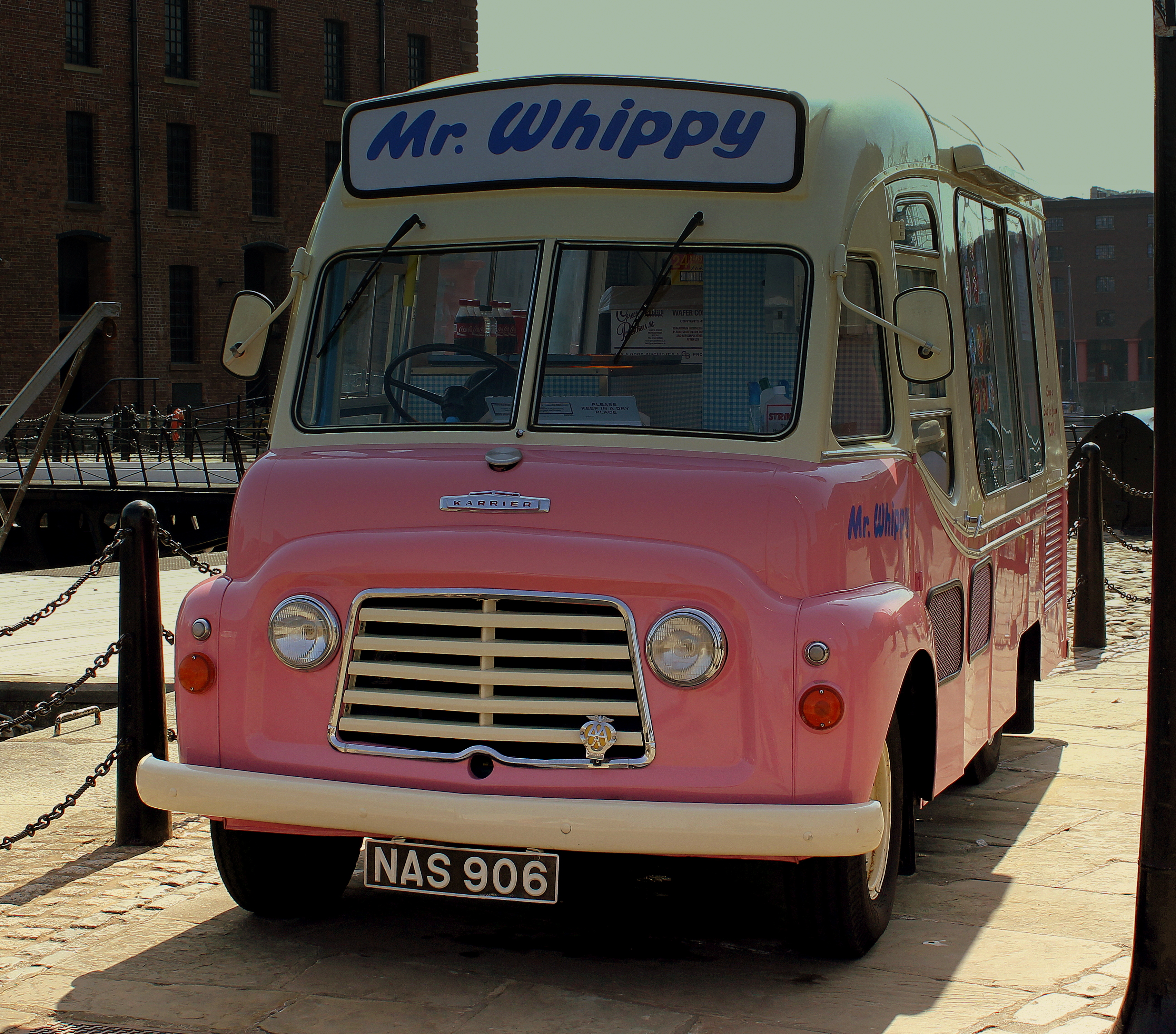
Furgoneta Karrier de 1961; Helados Mr. Whippy— en el Muelle Albert, Liverpool, Reino Unido, mayo de 2013.

## En cultura popular
Mr.  Whippy era una canción del cantante australiano John Farnham, en la cara B en "One".  Fue referenciada en el espectáculo australiano Wentworth (prisión), temporada 3, episodio 8.
Rupert Grint (Ron Weasley en las películas de Harry Potter) adquirió una furgoneta  Mr. Whippy Bedford de 1974, para cumplir su sueño de infancia de convertirse en un hombre de helados. Conduce por las aldeas locales, regalando helados y piruletas a los niños.